# 帕拉西
帕拉西（Parasi），是印度北方邦松巴得拉縣的一个城镇。2001年总人口21203。

## 人口
该地2001年总人口21203人，其中男性11780人，女性9423人；0—6岁人口2998人，其中男1570人，女1428人；识字率73.65%，其中男性为80.65%，女性为64.91%。